# Jorge Valencia
Jorge Valencia Arredondo (n. Querétaro, Querétaro, México; 6 de abril de 1991) es un futbolista mexicano que juega como defensa y su actual equipo es el Club Irapuato de la Liga Premier de Ascenso de México.

## Biografía
Los inicios de Valencia Arredondo fueron en equipos juveniles de Tigres UANL. Canterano de su actual equipo, en el Torneo Clausura 2011 es llamado al primer equipo por parte del entrenador Ricardo Ferretti.

## Clubes
| Club          | País   | Año             |
| ------------- | ------ | --------------- |
| Tigres UANL   | México | 2009 - 2012     |
| Querétaro     | México | 2012 - 2013     |
| Club Irapuato | México | 2013 - presente |